# Учреждение Сен-Мишель
Учреждение Сен-Мишель (Святого Михаила, фр. Institution Saint-Michel), состоящее из коллежа и лицея, — католическая Школа-интернат, расположенная в городе Солем во Франции,. Основанная в 1924 году Римско-католической архиепархией Камбре, в настоящее время она также регулируется Академией Лилля, что является разветвлением Министерство национального образования Франции, высшего образования и научных исследований. По состоянию на 2019 год, в учреждении около тысячи учащихся из почти ста муниципалитетов в радиусе двадцати километров. Святой покровитель школы: Сен-Мишель (Архангел Михаил (др.-евр. מיכאל‬, ивр. מִיכָאֵל‎ [mixåˈʔel], Михаэ́ль).

## история
- театр 1927

• Русская православная община, созданная в Ле-Като́-Камбрези́ (фр. Le Cateau-Cambrésis), ежегодно приглашалась на празднование mе́сса (лат. Missa) византийского обряда, которая отличалась от римского обряда тем, что они были двухчасовыми богослужениями с песнями на русском без «органное сопровождение», потребляющие колеблющиеся кадильницы  проводились в конце внушительных цепей и «причастие было под обоими видами», хлеб и вино.

## Международный
Учреждение Сен-Мишель давно установило партнерские отношения по обмену с образовательными центрами со всего западного мира, включая:,.
- США: Среднюю школу Патрика Генри в Сан-Диего, Калифорния.[9],[10].
- США: Региональную среднюю школу Хэмпшира в Уэстхемптоне, Массачусетс.[11]
- Великобритания: Гимназия в Лидсе (GSAL) в Лидс.[12]
- Польша: Вторая средняя школа Никола́й Копе́рник в Цешин.[13]
- Германия: Гёте-гимназия в Дюссельдорфе.[14]
- Германия: Аннетте фон Дросте-Хюльсхофф колледж в Дюссельдорфе.[15]